# Ster ZLM Toer 2012
De Ster ZLM Toer 2012 was de 26ste editie van deze meerdaagse wielerwedstrijd en werd verreden van 14 t/m 17 juni 2012. Mark Cavendish won het eindklassement.

## Deelnemende ploegen
| Naam                          | Land                |
| ----------------------------- | ------------------- |
| Lotto-Belisol                 | België              |
| Team Garmin-Barracuda         | Verenigde Staten    |
| Omega Pharma-Quick Step       | België              |
| Rabobank                      | Nederland           |
| RadioShack-Nissan-Trek        | Luxemburg           |
| Saxo Bank-Tinkoff Bank        | Denemarken          |
| Sky ProCycling                | Verenigd Koninkrijk |
| Vacansoleil-DCM               | Nederland           |
| Team Katjoesja                | Rusland             |
| Landbouwkrediet-Euphony       | België              |
| Topsport Vlaanderen-Mercator  | België              |
| Argos-Shimano                 | Nederland           |
| Team NetApp                   | Duitsland           |
| Team RusVelo                  | Rusland             |
| Accent.Jobs-Willems Veranda's | België              |
| Sunweb-Revor                  | België              |
| Cyclingteam De Rijke          | Nederland           |
| Cyclingteam Jo Piels          | Nederland           |
| KOGA Cycling Team             | Nederland           |
| Metec Continental Cyclingteam | Nederland           |

## Etappe overzicht
| Etappe | Winnaar       | Tweede         | Derde               |
| ------ | ------------- | -------------- | ------------------- |
| 1      | Marcel Kittel | Mark Renshaw   | Mark Cavendish      |
| 2      | André Greipel | Mark Cavendish | Mark Renshaw        |
| 3      | Lars Boom     | Mark Cavendish | Juan Antonio Flecha |
| 4      | Marcel Kittel | Mark Renshaw   | Jürgen Roelandts    |

## Klassementen

### Eindklassement
| Nr. | Naam                | Tijd/verschil |
| --- | ------------------- | ------------- |
| 1   | Mark Cavendish      | 16:11:55      |
| 2   | Lars Boom           | + 00:00:08    |
| 3   | Jürgen Roelandts    | + 00:00:14    |
| 4   | Juan Antonio Flecha | + 00:00:14    |
| 5   | Giacomo Nizzolo     | + 00:00:18    |

### Puntenklassement
| Nr. | Naam           | Punten |
| --- | -------------- | ------ |
| 1   | Marcel Kittel  | 35     |
| 2   | Mark Cavendish | 34     |
| 3   | Mark Renshaw   | 34     |

### Bergklassement
| Nr. | Naam            | Punten |
| --- | --------------- | ------ |
| 1   | Nelson Oliveira | 12     |
| 2   | Bart van Haaren | 12     |
| 3   | Ben Hermans     | 10     |

### Ploegenklassement
| Nr. | Naam                         | Tijd/Verschil |
| --- | ---------------------------- | ------------- |
| 1   | Lotto-Belisol                | 48:36:41      |
| 2   | Topsport Vlaanderen-Mercator | + 00:00:06    |
| 3   | Team Katjoesja               | + 00:00:23    |

Etappewedstrijden

 Ster van Bessèges · 
 Ronde van de Middellandse Zee · 
 Ruta del Sol · 
 Ronde van de Algarve · 
 Ronde van de Haut-Var · 
 Driedaagse van West-Vlaanderen · 
 Internationale Wielerweek · 
 Internationaal Wegcriterium · 
 Driedaagse van De Panne-Koksijde · 
 Ronde van de Sarthe · 
 Ronde van Trentino · 
 Ronde van Turkije · 
 Ronde van Asturië · 
 Vierdaagse van Duinkerke · 
 Ronde van Azerbeidzjan · 
 Szlakiem Grodòw Piastowskich · 
 Ronde van Castilië en León · 
 Ronde van Picardië · 
 Ronde van Noorwegen · 
 World Ports Classic · 
 Ronde van Beieren · 
 Ronde van België · 
 Tour des Fjords · 
 Ronde van Estland · 
 Ronde van Luxemburg · 
 Boucles de la Mayenne · 
 Ster ZLM Toer · 
 Ronde van Slovenië · 
 Route du Sud · 
 Ronde van Oostenrijk · 
 Sibiu Cycling Tour · 
 Ronde van Wallonië · 
 Ronde van Portugal · 
 Ronde van Denemarken · 
 Ronde van de Ain · 
 Ronde van Burgos · 
 Arctic Race of Norway · 
 Ronde van de Limousin · 
 Ronde van Poitou-Charentes · 
 Wielerweek van Lombardije · 
 Ronde van Groot-Brittannië · 
 Ronde van Gévaudan Languedoc-Roussillon · 
 Eurométropole Tour
Eendaagse wedstrijden

 GP La Marseillaise · 
 Grote Prijs van de Etruskische Kust · 
 Trofeo Palma · 
 Trofeo Ses Salines · 
 Trofeo Serra de Tramuntana · 
 Trofeo Platja de Muro · 
 Trofeo Laigueglia · 
 Ronde van Murcia · 
 Omloop Het Nieuwsblad · 
 Classic Sud Ardèche · 
 GP Lugano · 
 Clásica de Almería · 
 Kuurne-Brussel-Kuurne · 
 La Drôme Classic · 
 Le Samyn · 
 GP Città di Camaiore · 
 Strade Bianche · 
 Roma Maxima · 
 Ronde van Drenthe · 
 Dwars door Drenthe · 
 Nokere Koerse · 
 GP Nobili Rubinetterie · 
 Handzame Classic · 
 Classic Loire-Atlantique · 
 Grote Prijs van Cholet-Pays de Loire · 
 Dwars door Vlaanderen · 
 Route Adélie de Vitré · 
 Volta Limburg Classic · 
 Grote Prijs Miguel Indurain · 
 Ronde van La Rioja · 
 Scheldeprijs · 
 GP Pino Cerami · 
 Klasika Primavera · 
 Parijs-Camembert · 
 Brabantse Pijl · 
 GP Denain · 
 Ronde van de Finistère · 
 Tro Bro Léon · 
 Ronde van Keulen · 
 La Roue Tourangelle · 
 Rund um den Finanzplatz Eschborn-Frankfurt · 
 Ronde van de Somme · 
 ProRace Berlin · 
 Grote Prijs van Plumelec · 
 Boucles de l'Aulne · 
 Ronde van Zeeland Seaports · 
 Trofeo Melinda · 
 GP Kanton Aargau · 
 Ronde van Limburg · 
 Ronde van de Apennijnen · 
 Halle-Ingooigem · 
 Trofeo Matteotti · 
 Prueba Villafranca de Ordizia · 
 GP Industria & Artigianato-Larciano · 
 Ronde van Toscane · 
 Circuito de Getxo · 
 Polynormande · 
 RideLondon Classic · 
 GP Stad Zottegem · 
 Dutch Food Valley Classic · 
 Châteauroux Classic de l'Indre · 
 Druivenkoers Overijse · 
 Ronde van Veneto · 
 Schaal Sels · 
 Memorial Rik Van Steenbergen · 
 Brussels Cycling Classic · 
 GP Fourmies · 
 Ronde van de Doubs · 
 GP Jef Scherens · 
 Coppa Bernocchi · 
 Coppa Agostoni · 
 GP van Wallonië · 
 Ronde van de Drie Valleien · 
 Kampioenschap van Vlaanderen · 
 Memorial Marco Pantani · 
 Grote Prijs Impanis-Van Petegem · 
 GP van Isbergues · 
 GP Industria & Commercio di Prato · 
 Omloop van het Houtland · 
 Duo Normand · 
 Milaan-Turijn · 
 Ronde van Piëmont · 
 Ronde van het Münsterland · 
 Pro Cycling Marathon · 
 Ronde van de Vendée · 
 Memorial Frank Vandenbroucke · 
 Coppa Sabatini · 
 Parijs-Bourges · 
 Ronde van Emilia · 
 GP Beghelli · 
 Parijs-Tours · 
 Nationale Sluitingsprijs · 
 Ronde van Romagna · 
 Chrono des Nations